# 馬里斯小褐鱈
馬里斯小褐鱈，為輻鰭魚綱鱈形目稚鱈科的其中一種，分布於西印度洋紅海海域，為深海魚類，深度730-1470公尺，體長可達10.7公分，棲息在底層水域，生活習性不明。

## 扩展阅读
維基物種上的相關：馬里斯小褐鱈